# وایترامسدورف
وایترامسدورف (به آلمانی: Weitramsdorf) یک شهر در آلمان است که در Coburg واقع شده‌است. وایترامسدورف ۵٬۱۷۰ نفر جمعیت دارد.